# Jardín Botánico de la Universidad Osmania de Hyderabad
El Jardín Botánico de la Universidad Osmania de Hyderabad en inglés: Botanic Garden Department of Botany, Osmonia University, es un jardín botánico que se encuentra en el campus de la Universidad Osmania, en Hyderabad, India.
Su código de reconocimiento internacional como institución botánica, así como las siglas de su herbario es HY.

## Localización
Botanic Garden Department of Botany Osmania University, Hyderabad - 7, Andhra Pradesh, India.
Planos y vistas satelitales.11°25′7.51″N 76°42′39.74″E / 11.4187528, 76.7110389
El jardín goza de un clima tropical. 

## Historia
Creado cuando la universidad en 1918 para servir como medio de suministrar especímenes para uso en la investigación y en los trabajos del departamento de Botánica de la universidad.
En 2012, la Universidad se sitúa en sexto lugar entre las principales universidades de la nación en Humanidades, Ciencias y flujo de Comercio, lo que le da el bagaje de "Universidad con potencial para la Excelencia".
Por otro lado, el campus principal ocupa el décimo lugar entre las universidades del Estado, según lo publicado por India Today.

## Colecciones
Este jardín alberga unas 1000 especies, tanto exóticas como endémicas, que se encuentran agrupadas como:
- Plantas medicinales,
- Plantas herbáceas,
- Cactus, y plantas suculentas
- Helechos
- Árboles y arbustos tropicales,
- Colección de Codiaeum
- Colección de Coleus,
- Plantas ornamentales.